# Alexander Biach
Alexander Biach (* 25. August 1973 in Wien) ist ein österreichischer Verbandsfunktionär und war von 9. Mai 2017 bis Ende 2019 Vorstandsvorsitzender des Hauptverbandes der österreichischen Sozialversicherungsträger.

## Leben
Biach besuchte das Bundesrealgymnasium in Wien 5, wo er maturierte. Danach studierte er Betriebswirtschaft an der Wirtschaftsuniversität Wien. Während seines Studiums trat er 1994 in die Verbindung K.Ö.H.V. Rugia Wien ein. Im Studienjahr 1997/98 wurde er zum Vorortspräsidenten des ÖCVs gewählt. Nach der Sponsion arbeitete Biach kurz in einer Investmentbank und besuchte das Doktoratsstudium. Nach dem Beenden seiner Tätigkeit in der Bank, leistete er seinen Präsenzdienst im Bundesheer und schrieb dort seine Dissertation fertig. Von 1999 bis 2000 arbeitete Biach als Assistent in der Marketingabteilung der Wirtschaftskammer. Von 2000 bis 2002 war er in der Presseabteilung als Leiter der Onlineredaktion beschäftigt. Anschließend war Biach bis 2003 Assistent des Generalsekretärs und wechselte dann als Referent in das Kabinett von Staatssekretär Helmut Kukacka, wo er 2004 Kabinettschef wurde. Zwischen 2007 und 2016 war er Direktor des Wirtschaftsbundes in Wien sowie Delegierter im Wirtschaftsparlament der Wiener Wirtschaftskammer. Von 2011 bis 2016 war er Vorsitzender der SVA Wien und anschließend erster Stellvertreter der Obfrau in der Wiener Gebietskrankenkasse. Von 9. Mai 2017 bis Ende 2019 war er Vorstandsvorsitzender des Hauptverbands der österreichischen Sozialversicherungsträger.
Biach ist Wiener Standortanwalt und stellvertretender Direktor der Wiener Wirtschaftskammer.
Im Dezember 2023 wurde er vom Verwaltungsrat der Sozialversicherungsanstalt der Selbständigen (SVS) als Nachfolger von Hans Aubauer zum Generaldirektor der SVS ab Juli 2024 bestellt.